# Шейнкин, Менахем

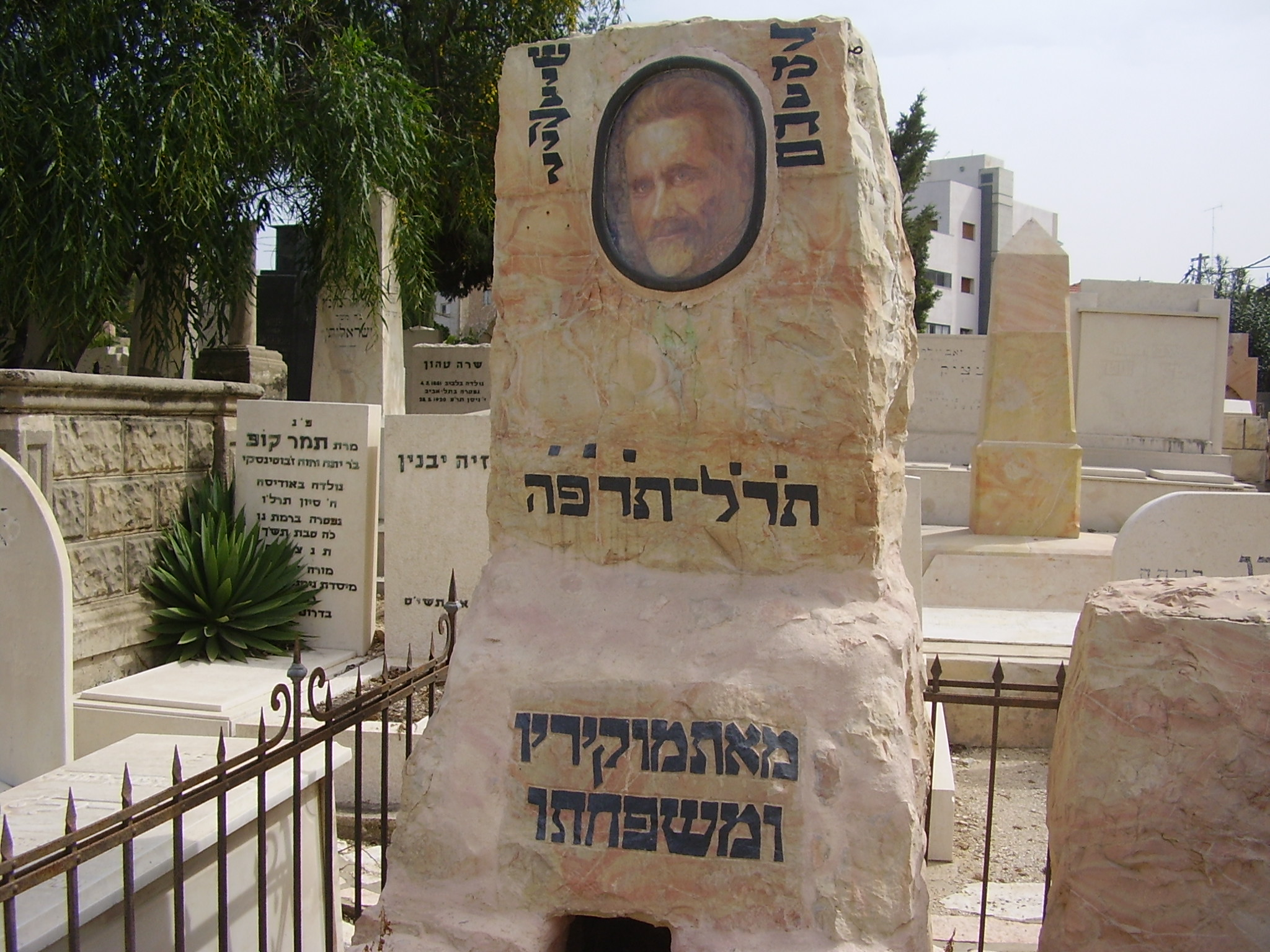
Могила Менахема Шейнкина на кладбище Трумпельдор (после ремонта)

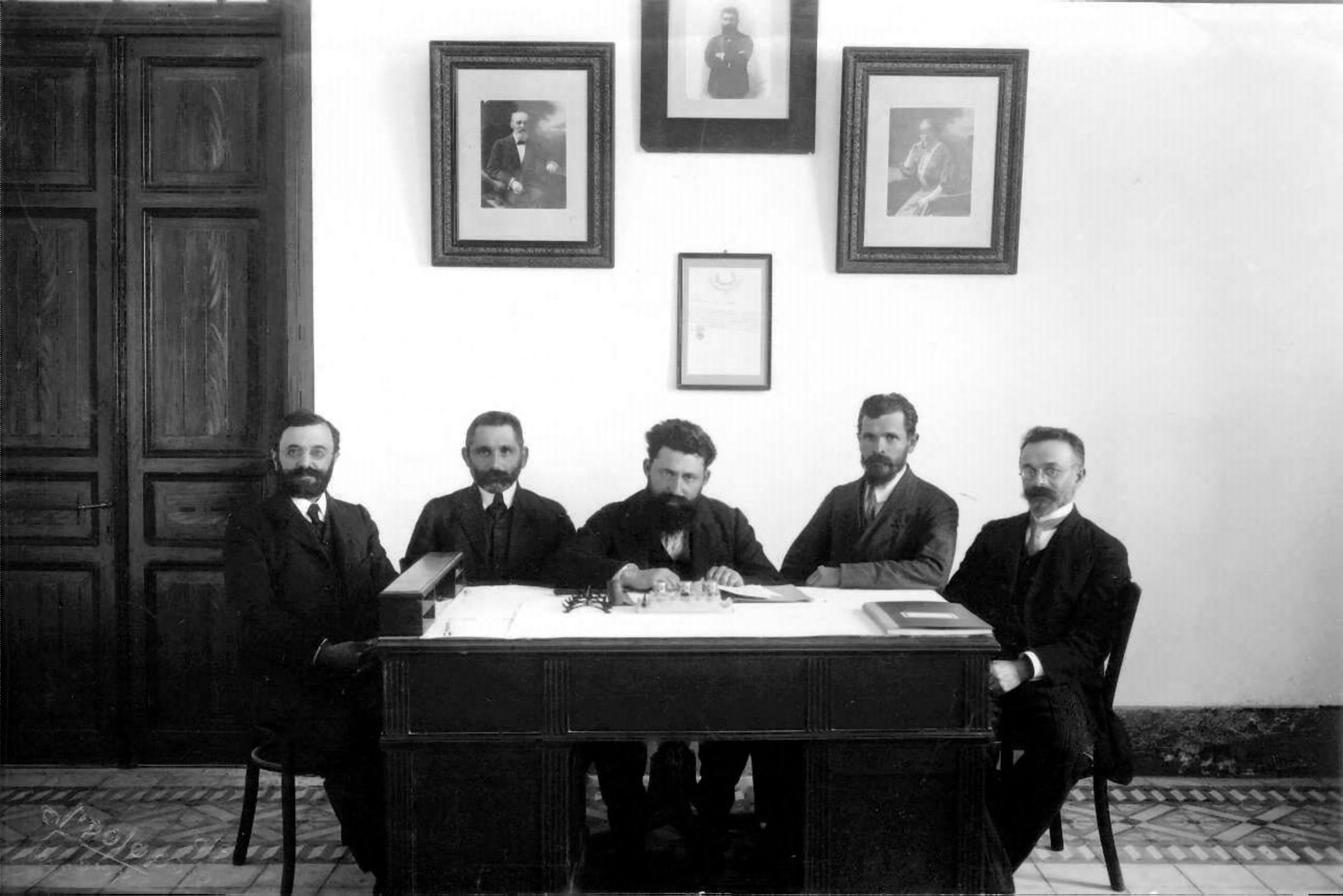
Руководство еврейской гимназии, 1910; справа: Элияху Берлин, Менахем Шейнкин, Бен-Цион Мосинзон, Хаим Бограшов, Хаим Хисин

Менахем Шейнкин (ивр. מנחם  שיינקין‎; 1871, местечко Улла, Витебская губерния, Российская Империя — 2 ноября 1924, Чикаго, Соединенные Штаты Америки) — сионистский лидер, один из основателей Тель-Авива.

## Биография
Менахем Шейнкин родился в 1871 году в городке Улла (Витебская губерния, Российская империя, ныне Беларусь) в хасидской раввинской семье.
В раннем детстве потерял родителей. Его старший брат устроил маленького Менахема к богатым родственникам, которые проживали в Могилёвской губернии. В молодости Менахем Шейнкин учился в иешиве и зарабатывал на жизнь тем, что был воспитателем детей в богатой семье Якова Крола в городке Крюков (сейчас район Кременчуга). Шейнкин также обучал Крола ивриту и иудаизму. Позже Яков Крол репатриировался в Палестину и работал на цитрусовой плантации в Петах-Тикве. Сам М. Шейнкин под воздействием идей еврейского просвещения ушёл из иешивы, экстерном сдал экзамены за курс гимназии и поступил на историко-филологический факультет Новороссийского университета (Одесса), который закончил в 1900 году.
Во время учёбы увлекся сионизмом. В 1898 году создал первую сионистскую организацию в Одессе, которая называлась «Бней-Цион» (Сыновья Сиона). В качестве представителя этой организации Менахем Шейнкин принимал участие во 2-м Сионистском конгрессе, который состоялся в Базеле в 1898 году. В 1900 году был также делегатом 4-го сионистского конгресса в Лондоне, перед которым побывал в Палестине для изучения проблем, стоявших перед еврейскими поселенцами.
Менахем Шейнкин иммигрировал в Израиль в 1906 году, и основал в Яффо информационное бюро одесской организации «Ховевей Цион», которое должно было помогать евреям, приехавшим в Палестину, организовать жизнь и найти работу.
В 1908 году Менахем Шейнкин организовал центр ремесленников, призванный объединить владельцев мелких мастерских в Яффо.
Шейнкин был одним из основателей района Ахузат-Баит, который явился ядром будущего города Тель-Авива. Собственно, и название нового еврейского города в Палестине предложил он в 1910 году. «Тель-Авив» (что на иврите означает «Холм весны») — так назывался перевод на иврит романа-утопии Теодора Герцля «Альтнойланд», сделанный Нахумом Соколовым. Своё предложение он пояснил следующим образом: «В это название наш вождь Герцль вложил надежду на то, что у нас есть будущее в Эрец Исраэль. Слово „Тель-Авив“ — местное, оно без труда будет воспринято арабами и всеми здешними обитателями. К нему здесь быстро привыкнут, и оно легко укоренится.»
По мере расширения Тель-Авива, возник вопрос о строительстве киоска на бульваре Ротшильда. Менахем Шейнкин был одним из главных противников появления торговой точки в новом еврейском городе. Его возражения носили принципиальный и социалистический характер: жители нового города и жить должны по-новому, не думая о деньгах и покупках.
Менахем Шейнкин был одним из основателей в Тель-Авиве еврейской гимназии «Герцлия». Гимназия была открыта в 1909 году, и, благодаря пропаганде М. Шейнкина, число учащихся в ней значительно выросло всего за несколько лет.
В 1910 году М. Шейнкин стал одним из основателей «Новой компании для покупки и продажи земельных участков». Главной задачей этой компании была покупка земельных участков на тогдашних границах Тель-Авива с целью расширения города. В 1913 году границей Тель-Авива стала Морская улица, в 1917 году переименованная в улицу Алленби.
В 1912 году М. Шейнкиным была учреждена Ассоциация ремесленников Тель-Авива, основанная на кооперативных началах. Он был также инициатором создания нового района ремесленников. Центральная улица в этом районе впоследствии получила его имя.
В 1914 году с началом Первой мировой войны жизнь в Тель-Авиве ухудшилась. Прекратилось поступление денег из-за рубежа, подорожали продукты, сократилось количество рабочих мест. Начались беспорядки среди арабского населения города Яффо. В Тель-Авиве был создан антикризисный комитет, в котором участвовали Менахем Шейнкин, Меир Дизенгоф и многие другие. Комитет заботился о поставках продуктов питания, их справедливом распределении, предотвращении спекуляции и обеспечении безработных работой. Однако вскоре турецкие власти выслали М. Шейнкина из страны, как российского подданного. Шейнкин уехал в США, где принимал участие в создании Еврейского легиона, а также в различных американских сионистских благотворительных фондах.
В 1919 году М. Шейнкин возвратился в Палестину и был назначен руководителем иммиграционного отдела Сионистского руководства.
3 ноября 1924 года Шейнкин находился в поездке в США, где занимался сбором средств для сионистских организаций. Во время этой поездки он погиб в Чикаго в дорожной аварии. Вдова привезла гроб в Израиль, и Шейнкина похоронили на кладбище Трумпельдор в Тель-Авиве, рядом с могилой жертв беспорядков в Яффо, происшедших в мае 1921 года.

## Память
В память Шейнкина были названы улицы в различных городах Израиля. В Тель-Авиве именем Шейнкина назвали улицу в квартале ремесленников, организованном по инициативе М. Шейнкина. Эта улица (а точнее, её обитатели, шейнкинисты) стала мемом в израильской истории и культуре.